# Slalomeuropamästerskapen i kanotsport 2007
Slalomeuropamästerskapen i kanotsport 2007 anordnades den 8-11 maj i Liptovský Mikuláš, Slovakien. 

## Medaljsummering

### Medaljtabell
| Pl.    | Nation         | Guld | Silver | Brons | Totalt |
| ------ | -------------- | ---- | ------ | ----- | ------ |
| 1      | Slovakien      | 4    | 1      | 1     | 6      |
| 2      | Tyskland       | 2    | 3      | 0     | 5      |
| 3      | Slovenien      | 1    | 1      | 0     | 2      |
| 4      | Österrike      | 1    | 0      | 0     | 1      |
| 5      | Tjeckien       | 0    | 2      | 1     | 3      |
| 6      | Frankrike      | 0    | 1      | 1     | 2      |
| 7      | Storbritannien | 0    | 0      | 3     | 3      |
| 8      | Polen          | 0    | 0      | 1     | 1      |
| 8      | Grekland       | 0    | 0      | 1     | 1      |
| Totalt | Totalt         | 8    | 8      | 8     | 24     |

### Herrar
| Gren     | Guld                                                                                           | Poäng  | Silver                                                                                              | Poäng  | Brons                                                                                                | Poäng  |
| C-1      | Michal Martikán (SVK)                                                                          | 211,87 | Pierre Labarelle (FRA)                                                                              | 215,21 | Christos Tsakmakis (GRE)                                                                             | 216,08 |
| C-1 team | Slovakien Michal Martikán Juraj Minčík Matej Beňuš                                             | 209,48 | Tyskland Stefan Pfannmöller Nico Bettge Jan Benzien                                                 | 215,57 | Frankrike Tony Estanguet Pierre Labarelle Nicolas Peschier                                           | 220,25 |
| C-2      | Slovakien Ladislav Škantár Peter Škantár                                                       | 221,48 | Tjeckien Jaroslav Volf Ondřej Štěpánek                                                              | 221,83 | Slovakien Pavol Hochschorner Peter Hochschorner                                                      | 224,21 |
| C-2 lag  | Tyskland Felix Michel & Sebastian Piersig Kay Simon & Robby Simon David Schröder & Frank Henze | 243,67 | Tjeckien Jaroslav Volf & Ondřej Štěpánek Marek Jiras & Tomáš Máder Jaroslav Pospíšil & David Mrůzek | 247,10 | Polen Marcin Pochwała & Paweł Sarna Dariusz Wrzosek & Jarosław Miczek Kamil Gondek & Andrzej Poparda | 252,31 |
| K-1      | Ján Šajbidor (SVK)                                                                             | 202,77 | Peter Kauzer (SLO)                                                                                  | 203,06 | Campbell Walsh (GBR)                                                                                 | 205,81 |
| K-1 lag  | Slovenien Peter Kauzer Dejan Kralj Jure Meglič                                                 | 205,76 | Tyskland Erik Pfannmöller Alexander Grimm Fabian Dörfler                                            | 208,63 | Storbritannien Campbell Walsh Richard Hounslow Huw Swetnam                                           | 211,91 |

### Damer
| Gren    | Guld                                                       | Poäng  | Silver                                                    | Poäng  | Brons                                                      | Poäng  |
| K-1     | Violetta Oblinger-Peters (AUT)                             | 229,02 | Mandy Planert (GER)                                       | 230,44 | Štěpánka Hilgertová (CZE)                                  | 231,99 |
| K-1 lag | Tyskland Jennifer Bongardt Mandy Planert Jasmin Schornberg | 235,70 | Slovakien Elena Kaliská Jana Dukátová Gabriela Stacherová | 241,02 | Storbritannien Fiona Pennie Laura Blakeman Elizabeth Neave | 248,39 |